# Festival international de Volubilis
Le Festival international de Volubilis, ou Festival de Meknès-Volubilis, est un festival culturel – notamment musical – marocain. Il a été initié en 1999 par le ministère de la Culture, en partenariat avec la wilaya de la région de Meknès-Tafilalet et la commune urbaine de Meknès, en hommage à Volubilis, site chargé d'histoire.

## Le site historique
Situé sur les bords de l'oued Khoumane, près de la ville sainte de Moulay Driss Zerhoun, en plein centre d'une série d'oliveraies qui font la réputation de la région, Volubilis est un site archéologique classé patrimoine universel par l'UNESCO. Selon des historiens[Lesquels ?], la fondation de l'ancienne cité berbère de Volubilis, qui fut la capitale de la province romaine de Maurétanie Tingitane, remonte au IIIe siècle av. J.-C. Pour ce qui est du nom de Volubilis (Oualili, en berbère et en arabe), il serait dû à l'abondance de la fleur de liseron.

## Lieux du programme
Les activités du festival se déroulaient initialement entièrement sur le site archéologique de Volubilis. En 2011, en raison de l'opposition de l'UNESCO à cette pratique, afin d'éviter la dégradation du site, l'essentiel des activités de la 12e édition du festival ont eu lieu à Meknès ; seule son inauguration s'est tenue à Volubilis.